# Fiorella (teleregény, 2000)
A Fiorella (eredeti spanyol címén Pobre diabla, „Szegény ördög”)  2000 és 2001 között készült perui telenovella. Főszereplői Angie Cepeda és Salvador del Solar. A 180 epizódból álló sorozatot Magyarországon 2001. február 12-én tűzte műsorára a TV2 kereskedelmi csatorna.

## Történet
Fiorella Morelli egy szegény lány, aki megismerkedik egy gazdag, nála jóval idősebb üzletemberrel, Andrés Mejía Guzmánnal, és azonnal egymásba szeretnek, és össze is házasodnak. Andrés azonban halálos beteg, így röviddel találkozásuk után meghal. Az eset megváltoztatja Fiorella életét, Andrés ugyanis minden vagyonát Fiorellára és fiára, a fiatalabb Andrésra hagyja. Az ifjú Andrés is beleszeret Fiorellába, akárcsak apja, de a fiú családja – főként nagyanyja, Roberta asszony - ellenzi a kapcsolatot. Roberta asszony lányának, Patriciának férje a pénzéhes Diego Hernández Martín is gyűlöli a lányt, bérgyilkosokkal próbálja meggyilkoltatni Andrést és Fiorellát. Diego legfőbb szövetségese a szeretője, Bárbara. A legveszélyesebb ellenség azonban Rebeca Montenegro, aki halálosan szerelmes ifjabb Andrésba. Andrés azonban csakis Fiorellát szereti...

## Szereposztás
| Szerepnév                               | Színész(nő)                 | Magyar hang           |
| --------------------------------------- | --------------------------- | --------------------- |
| Fiorella Morelli de Mejía Guzmán        | Angie Cepeda                | Szénási Kata          |
| Andrés Mejía Guzmán Jr.                 | Salvador del Solar          | Kálid Artúr           |
| Rebeca Montenegro                       | Vanessa Saba                | Spilák Klára          |
| Andrés Mejía Guzmán Sr.                 | Arnaldo André               | Ujréti László         |
| Roberta Mejía Guzmán                    | María Cristina Lozada       | Kassai Ilona          |
| Caridad López                           | Teddy Guzmán                | Bessenyei Emma        |
| Chabuca Flores de Morelli               | Camucha Negrete             | Andresz Kati          |
| Luciano Morelli                         | Ricardo Fernández           | Botár Endre           |
| Paula Mejía Guzmán                      | Katia Condos                | Murányi Tünde         |
| Patricia Mejía Guzmán                   | Martha Figueroa             | Csere Ágnes           |
| Diego Hernández Marín                   | Hernán Romero               | Orosz István          |
| Christian Mejía Guzmán                  | Santiago Magill             | Seszták Szabolcs      |
| Luis Alberto Miller                     | Julián Legaspi              | Szatmári Attila       |
| César Barrios                           | Javier Valdés               | Végh Péter            |
| Sandra Palacios                         | Rossana Fernández Maldonado | Kiss Virág            |
| José "Pichón" Guillén                   | Gabriel Anselmi             | Csőre Gábor           |
| Mario Paredes                           | Bruno Odar                  | Megyeri János         |
| Joaquín Vallejo                         | José Luis Ruiz              | Csík Csaba Krisztián  |
| Mercedes "Meche" Farfán                 | Angelita Velásquez          | Csondor Kata          |
| Bárbara Matos                           | María Angélica Vega         | Roatis Andrea         |
| Rufina Pérez                            | Haydeé Cáceres              | Bókai Mária           |
| Alicia                                  | Norka Ramírez               | Biró Anikó            |
| Silvana                                 | Cecilia Rechkemmer          |                       |
| Juan Márquez                            | Carlos Mesta                |                       |
| Ana María Torreblanca                   | Gabriela Billotti           |                       |
| Ernestina                               | Tatiana Espinoza            |                       |
| Malandro                                | Miguel Medina               |                       |
| Ramón Pedraza                           | Carlos Alcántara            |                       |
| Angelina nővér                          | María José Zaldívar         |                       |
| Nini                                    | Mari Pili Barreda           |                       |
| Carlitos Hernández / Marín Mejía Guzmán | Gian Piero Mubarak          |                       |
| Chaveta                                 | Gilberto Torres             |                       |
| Dr. Octavio Tapia                       | Gianfranco Brero            | Várkonyi András       |
| Ofelia Cáceres                          | Maricielo Effio             |                       |
| Elvira Moncayo                          | Elvira de la Puente         |                       |
| Norma                                   | Ebelin Ortiz                | Koroknay Simon Eszter |
| Garaban                                 | Sergio Galliani             | Kapácsy Miklós        |
| Antonio Jiménez                         | Ernesto Cabrejos            |                       |
| Carmen                                  | Silvana Arias               |                       |
| Orzábal                                 | Jesús Delaveaux             |                       |
| Karina Linares                          | Erika Villalobos            |                       |
| Óscar Sandoval                          | Carlos Victoria             |                       |
|                                         | Javier Delgiudice           |                       |
|                                         | Karen Spano                 |                       |
|                                         | Antonio Arrue               |                       |
|                                         | William Bell Taylor         |                       |

## A produkció
- Eredeti történet: Delia Fiallo
- Írta: Alberto Migré
- Rendező: Rubén Gerbasi
- Producer: José Enrique Crousillat
- Kiadó: América Producciones
- Főcímdal: Pobre diabla
- Előadja: Maritza Rodríguez

## Külső hivatkozások
- Fiorella a PORT.hu-n (magyarul)
- Fiorella az Internet Movie Database oldalon (angolul)